# 21730 Іргнесіород
21730 Іргнесіород (21730 Ignaciorod) — астероїд головного поясу, відкритий 9 вересня 1999 року.
Тіссеранів параметр щодо Юпітера — 3,649.